# Czernice (powiat pyrzycki)
Czernice – wieś w Polsce położona w województwie zachodniopomorskim, w powiecie pyrzyckim, w gminie Pyrzyce.
W latach 1975–1998 miejscowość administracyjnie należała do województwa szczecińskiego.

## Historia
W 1807 r. powstała mała osada położona w pobliżu państwowego folwarku w Brodach (obecnie wieś nie istnieje). Według danych z 1892 r. w Czernicach istniał mały majątek w posiadaniu Heinricha Haaka, do którego należały dwie cegielnie i 93 hektary ziemi. Prawdopodobnie był on inicjatorem budowy w 1913 roku istniejącego dworu.

## Zabytki
- dwór - budowla z 1913 r. elektryczna, murowana z cegły z detalami w kamieniu, od frontu parterowa z facjatką, w elewacji ogrodowej dwukondygnacyjna, posiada dwie wieże, niższą cylindryczną i wyższą dominującą, czworoboczną, obie kryte hełmami, dwór kryty łamanym dachem. Rozbudowany nieznacznymi, trzykondygnacyjnymi ryzalitami, całość przypomina neogotycki zameczek. Obecnie jest siedzibą Domu Dziecka[4].
- czworaki folwarczne z początku XX w. parterowe, murowane z cegły.
- cmentarz położony na stromym wzniesieniu terenu na północ od osady, w jego centrum znajduje się grobowiec rodziny Haack - właścicieli majątku[5].

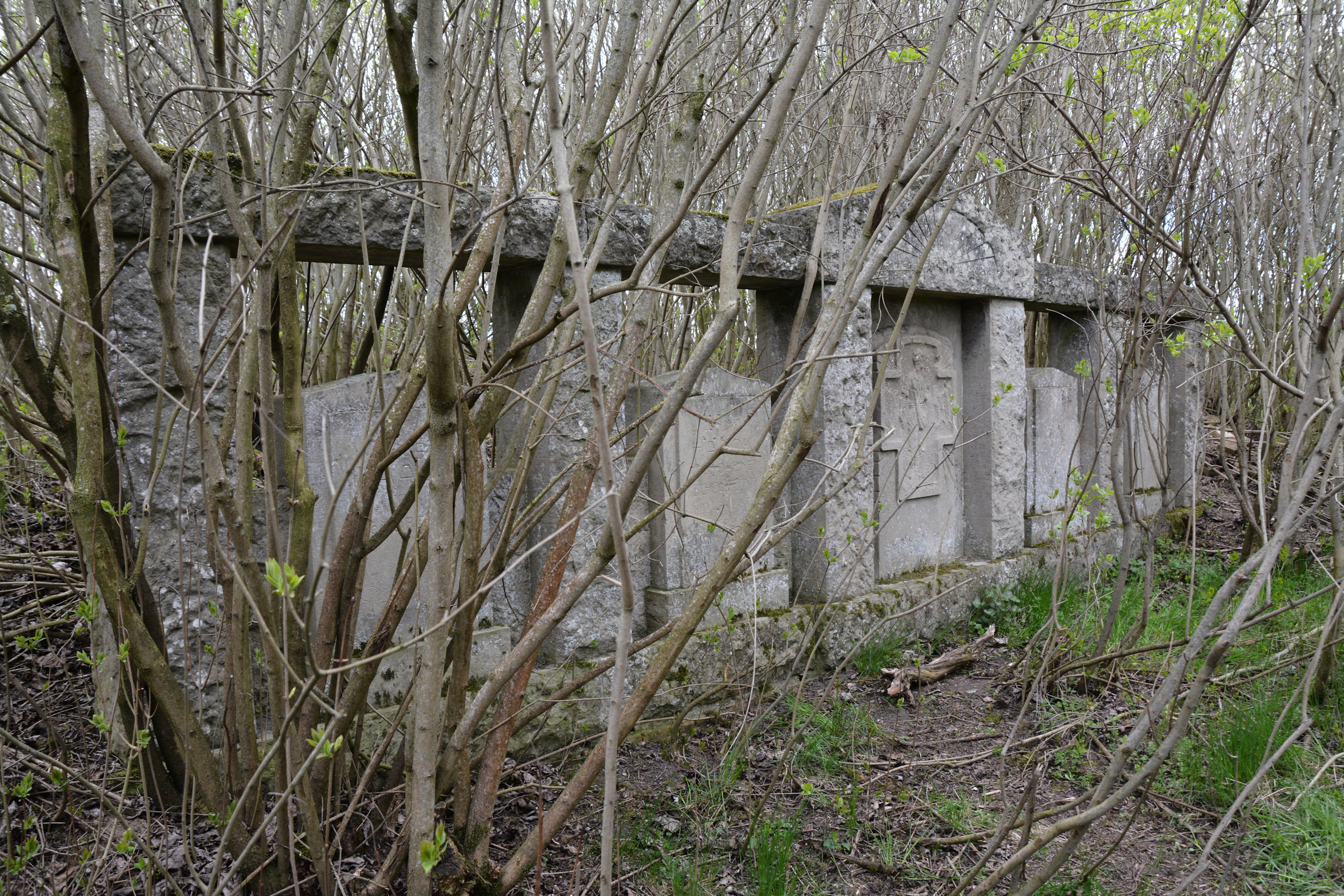
Grobowiec rodziny Haack